# Lillian Aujo
Lillian Aujo là một tác giả người Uganda. Năm 2009, cô là người đầu tiên giành giải thưởng thơ BN đầu tiên, từ Tổ chức thơ Babishai Niwe (BN). Vào năm 2015, cô đã được đưa vào danh sách dài, và giành được giải thưởng Jalada cho Văn học cho câu chuyện của cô "Nơi lá bí ngô ngự".

## Viết
Aujo là một thành viên của Femrite. Các tác phẩm của cô "Con mắt của thơ" và "Bắt đầu từ đâu" đã được xuất bản trên Suubi, một ấn phẩm của Nhà văn Châu Phi tin tưởng. Cô đã tham dự hội thảo Giải thưởng Caine 2013, và câu chuyện "Màu đỏ" của cô đã được xuất bản trong tuyển tập A Memory This Size và Other Stories: The Caine Prize for African Writing 2013. Tác phẩm của cô đã xuất hiện trong tuyển tập của Femrite, "Chuyện kể" và "Triệu tập những cơn mưa".

## Tác phẩm đã xuất bản

### Truyện ngắn
- "Màu đỏ" trong A memory this size and other stories: The Caine Prize for African Writing 2013. Jakana media. 2013. ISBN 9781431408382.  A memory this size and other stories: The Caine Prize for African Writing 2013. Jakana media. 2013. ISBN 9781431408382.  A memory this size and other stories: The Caine Prize for African Writing 2013. Jakana media. 2013. ISBN 9781431408382.
- "Ngón chân cái của tôi", trong Hilda Twongyeirwe and Ellen Banda-Aaku biên tập (2012). Summoning the Rains. Femrite Publications. ISBN 9789970700257.  Hilda Twongyeirwe and Ellen Banda-Aaku biên tập (2012). Summoning the Rains. Femrite Publications. ISBN 9789970700257.  Hilda Twongyeirwe and Ellen Banda-Aaku biên tập (2012). Summoning the Rains. Femrite Publications. ISBN 9789970700257.
- "Lá bí ngô ngự ở đâu"
- "Bắt đầu từ đâu" Lưu trữ ngày 1 tháng 11 năm 2019 tại Wayback Machine trong Bộ sưu tập Suubi (2013)

### Thơ phú
- "Tối nay mềm mại", ở Beverley Nambozo Nsengiyunva biên tập (2014). A thousand voices rising: An anthology of contemporary African poetry. BN Poetry Foundation. ISBN 978-9970-9234-0-3.  Beverley Nambozo Nsengiyunva biên tập (2014). A thousand voices rising: An anthology of contemporary African poetry. BN Poetry Foundation. ISBN 978-9970-9234-0-3.  Beverley Nambozo Nsengiyunva biên tập (2014). A thousand voices rising: An anthology of contemporary African poetry. BN Poetry Foundation. ISBN 978-9970-9234-0-3.
- "Tối nay mềm", trong Violet Barungi biên tập (2009). Talking Tales. Femrite Publications. ISBN 9789970700219.  Violet Barungi biên tập (2009). Talking Tales. Femrite Publications. ISBN 9789970700219.  Violet Barungi biên tập (2009). Talking Tales. Femrite Publications. ISBN 9789970700219.
- "Sinh ra trong những thời điểm này" tại Bakwa, 2013
- "Con mắt của thơ" Lưu trữ ngày 1 tháng 11 năm 2019 tại Wayback Machine trong Bộ sưu tập Suubi (2013)
- "Lớp sơn mới" trong revelatormagazine